# Alte Kirche Wellinghofen

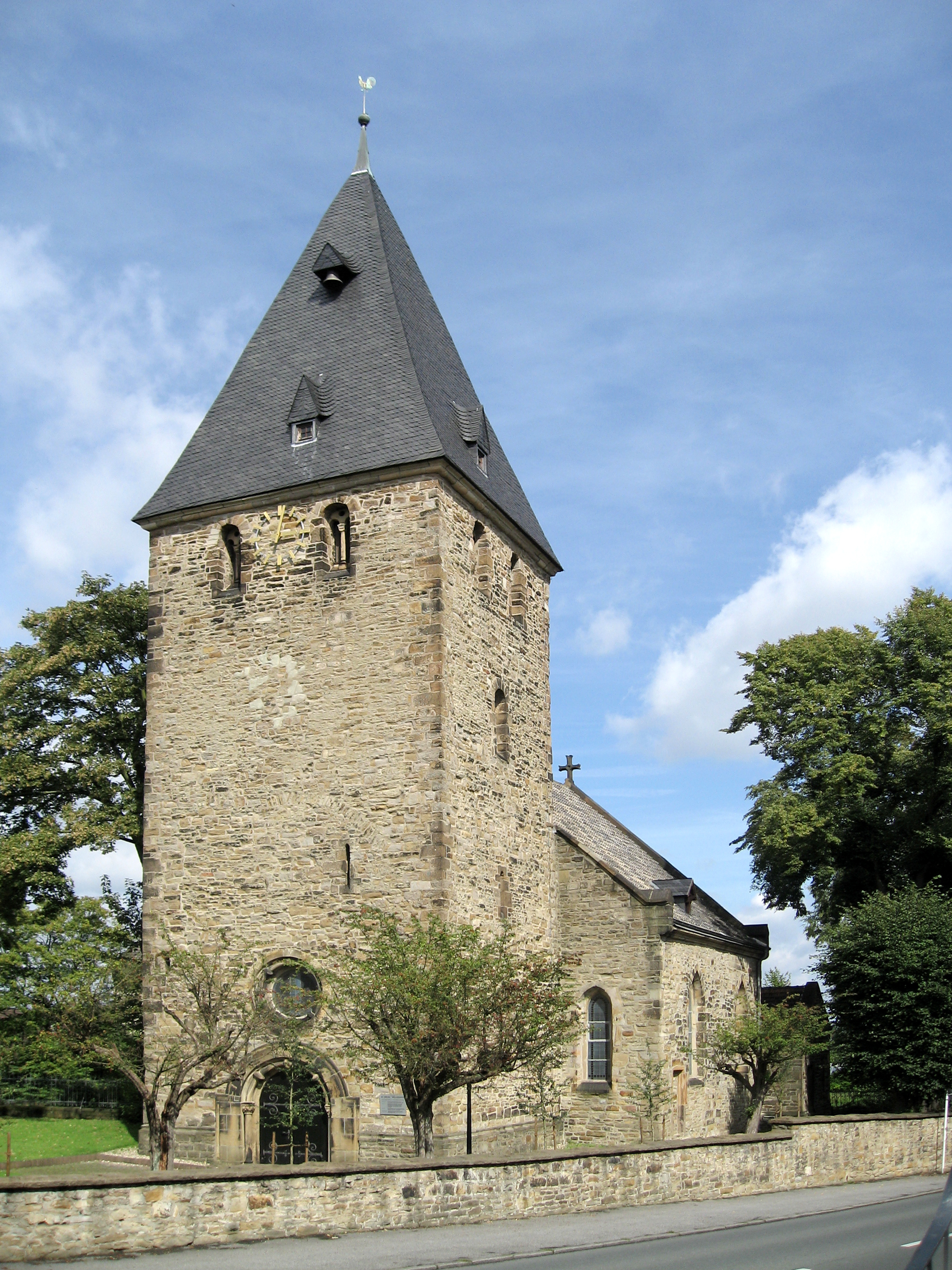
Alte Kirche Wellinghofen, Südwestfront an der Overgünne

Die Alte Kirche Wellinghofen ist ein romanisches Kirchengebäude im Dortmunder Stadtteil Wellinghofen. Die Kirche gehört zur evangelischen Kirchengemeinde Wellinghofen.

## Ursprünge der Kirche

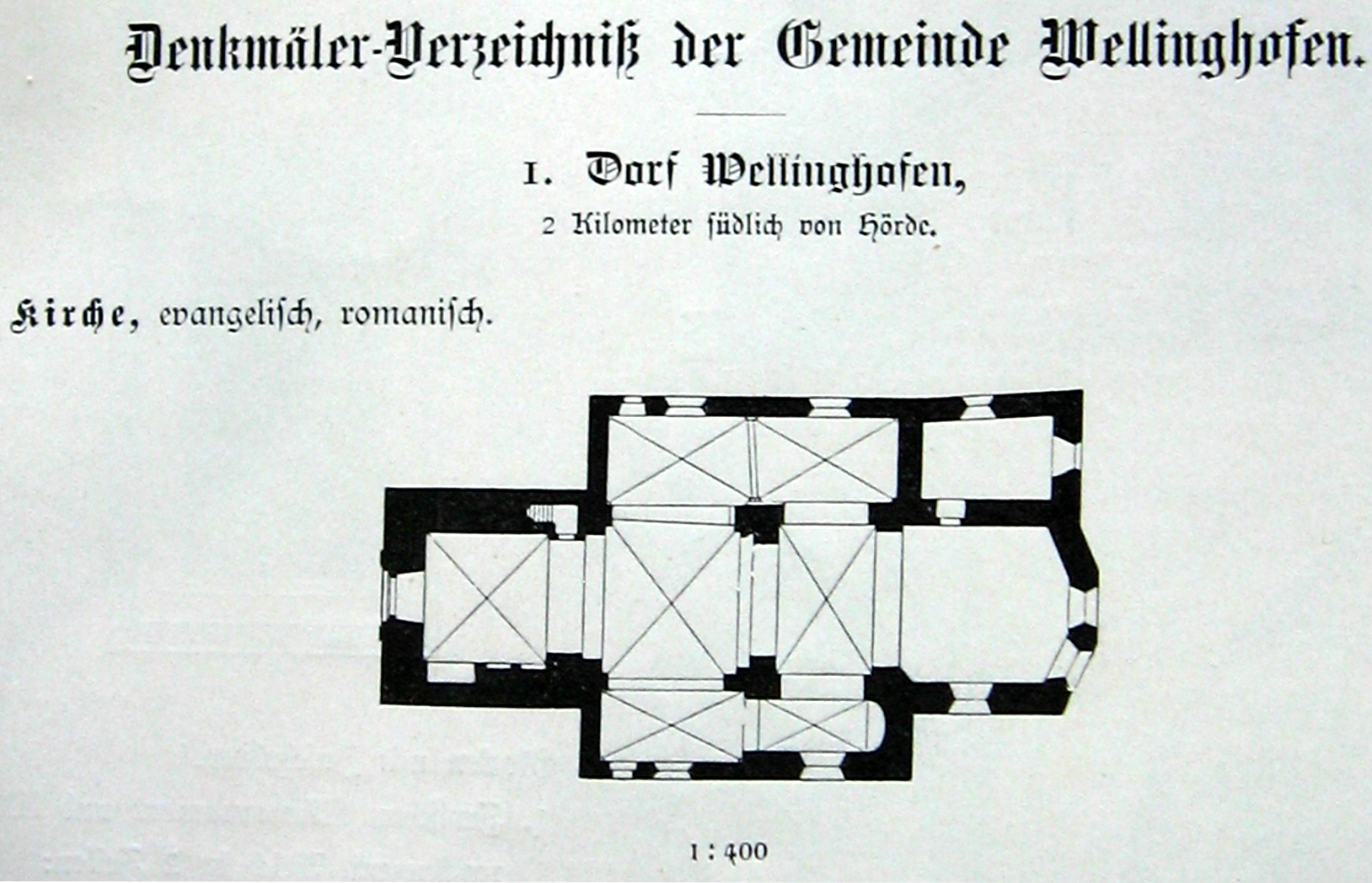
Grundriss von Ludorff 1894.

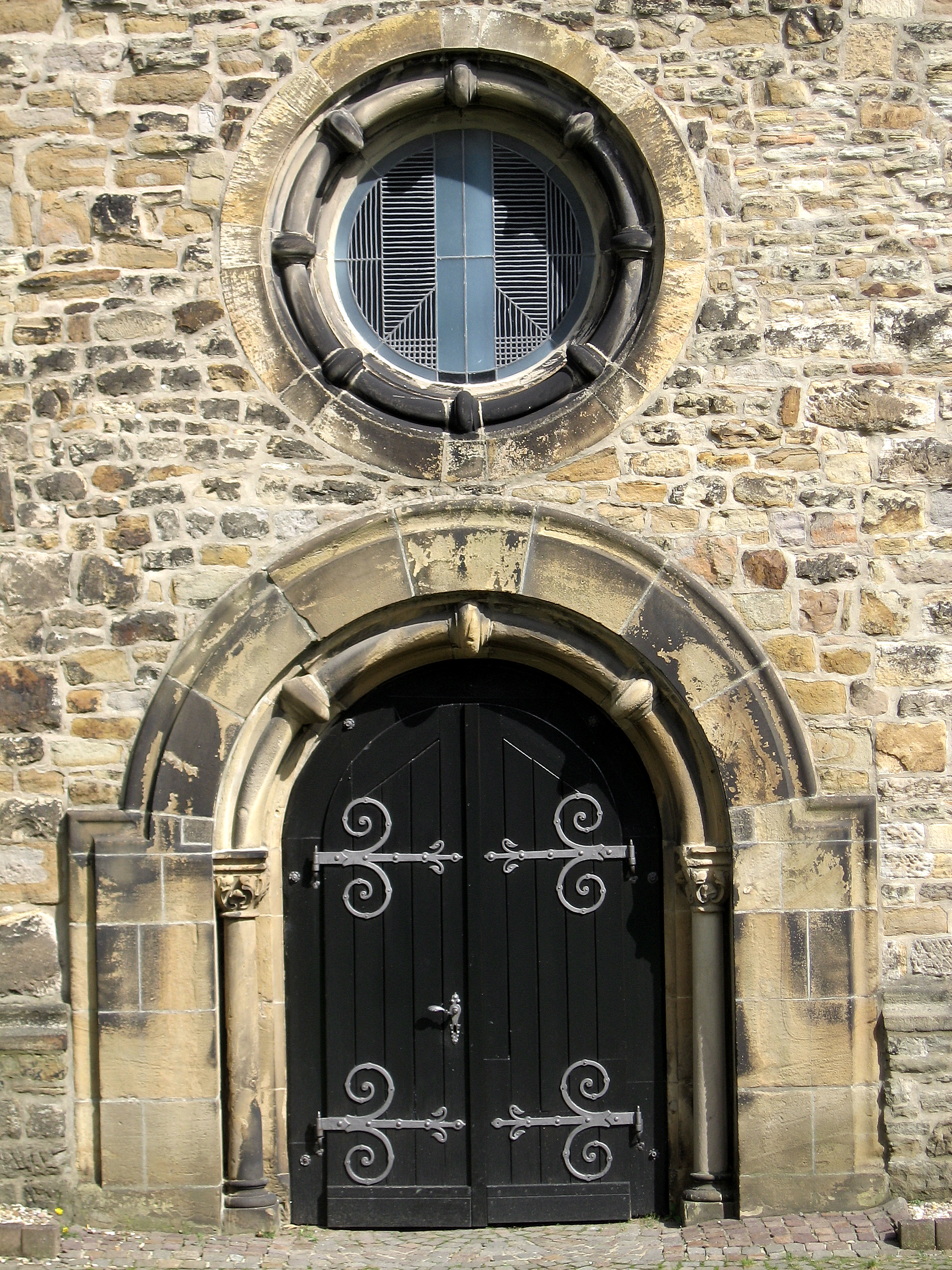
Das Turm-Portal

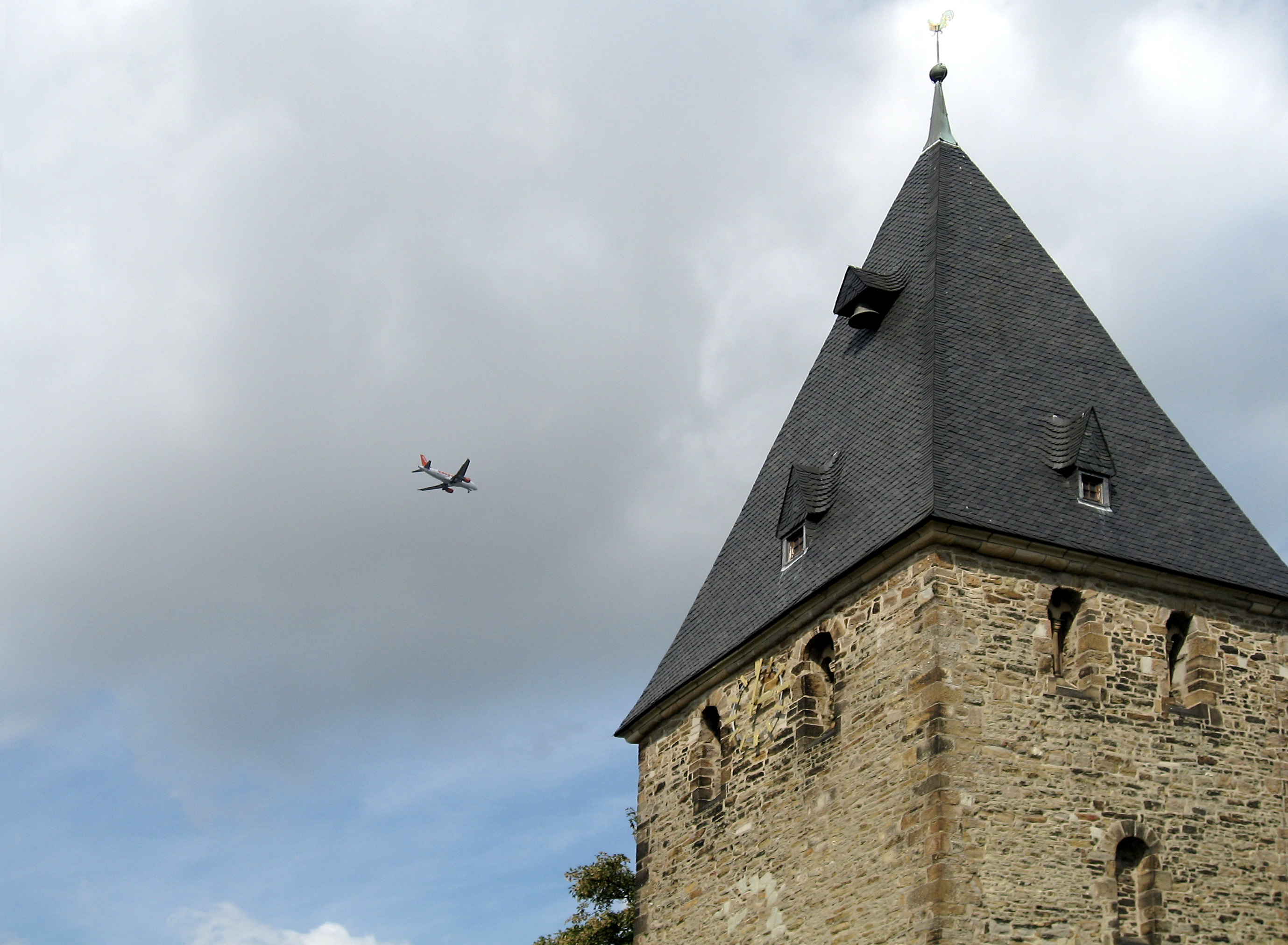
Turm

Die Ursprünge der Kirche lassen sich auf das 9. Jahrhundert datieren. Im Jahre 1977 wurden bei Umbauarbeiten in der Kirche Fundamentreste eines einfachen Saalbaus mit rechteckigem Chorabschluss gefunden. Die rechteckige Grundform der kleinen Saalkirche und die Breite der Wandfundamente, die zwischen 65 und 70 Zentimetern lag, sowie die Mauertechnik verweisen auf eine spätkarolingische Bauzeit in der zweiten Hälfte des 9. Jahrhunderts. In den Fundamenten fanden sich Brandspuren, die auf eine Zerstörung der ursprünglichen Kirche durch Feuer hinweisen. Dieses Feuer kann nicht genau datiert werden, offenbar hat es im 12. Jahrhundert die ursprüngliche Kirche zerstört.
Auf den Fundamenten dieser Kirche wurde denn auch im 12. Jahrhundert eine romanische Kreuzsaalkirche errichtet. Drei Apsiden schlossen Chor und Seitenschiffe im Osten ab. Die Ausmaße des Langhauses blieben dabei im Rahmen der alten Fundamente. Der Turm stammt vermutlich ebenfalls aus dieser Bauperiode. Die Kirche diente im Mittelalter als Rastort auf dem Pilgerweg nach Syburg. Die ornamentale Ausmalung dieser Kirche wurde 1978 wiederentdeckt und restauriert. Das Langhaus dieser Kirche entspricht dem Mittelschiff der heutigen Kirche.
Im 14. Jahrhundert wurde die Kirche zur Hallenkirche umgebaut. Der ursprüngliche Abschluss der Kirche durch drei Apsiden wurde durch den Umbau der mittleren Apsis beseitigt. Die südliche kleinere Apsis ist erhalten, die nördliche fiel dem späteren Anbau einer Sakristei zum Opfer.
Erhalten sind weiter ein gotisches Sakramentshaus mit Tympanon sowie ein ca. tausendjähriger Taufstein. Bemerkenswert sind die Fenster der Kirche nach einem Entwurf von Wilhelm Buschulte (rein geometrische Fenstergestaltung unter weitgehendem Verzicht auf Farbigkeit), die 1993/94 entstanden. Im Kirchturm ist bis heute eine im 13. Jahrhundert gegossene Glocke in Betrieb. Sie gilt als eine der ältesten Glocken Westfalens.
Nicht-schriftlicher Überlieferung zufolge trug die Kirche das Namenspatrozinium der Heiligen Chrysanthus und Daria.
Die Alte Kirche Wellinghofen stand unter dem Patronat der Familie von Romberg. Zwischen 1903 und 1907 erhielt die Kirche durch erneuten Umbau und Erweiterung  des Chores ihr heutiges Aussehen.
Die Kirche ist als Baudenkmal in die Denkmalliste der Stadt Dortmund eingetragen.

## Orgel

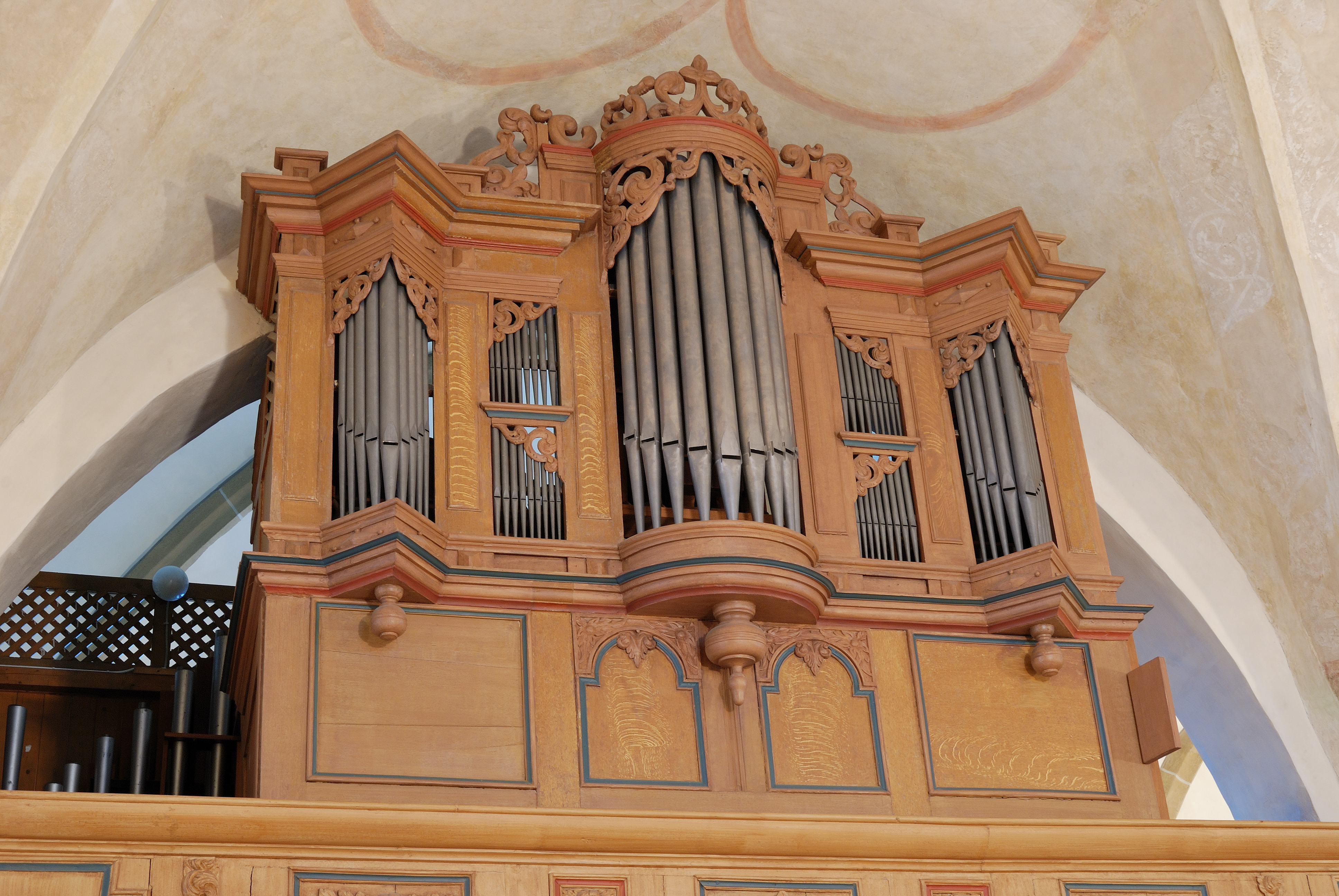
Orgel

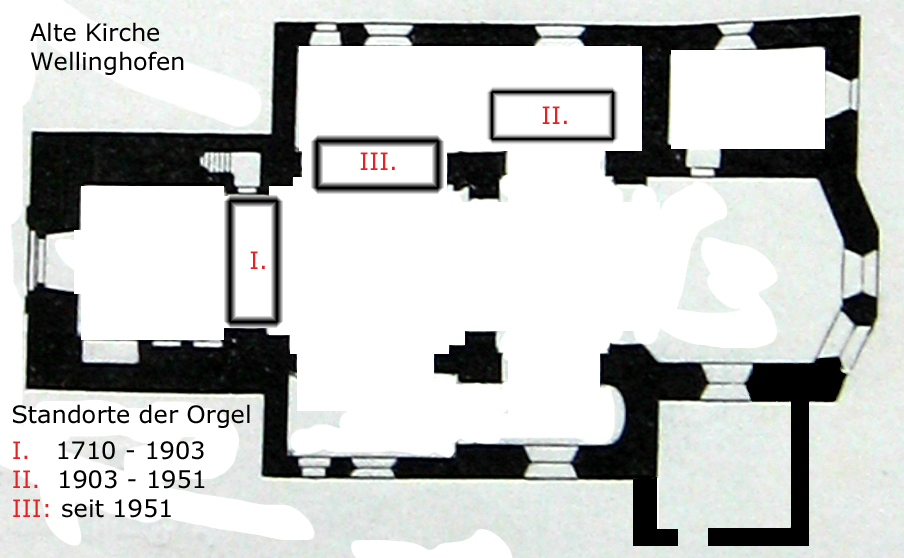
Orgelstandorte

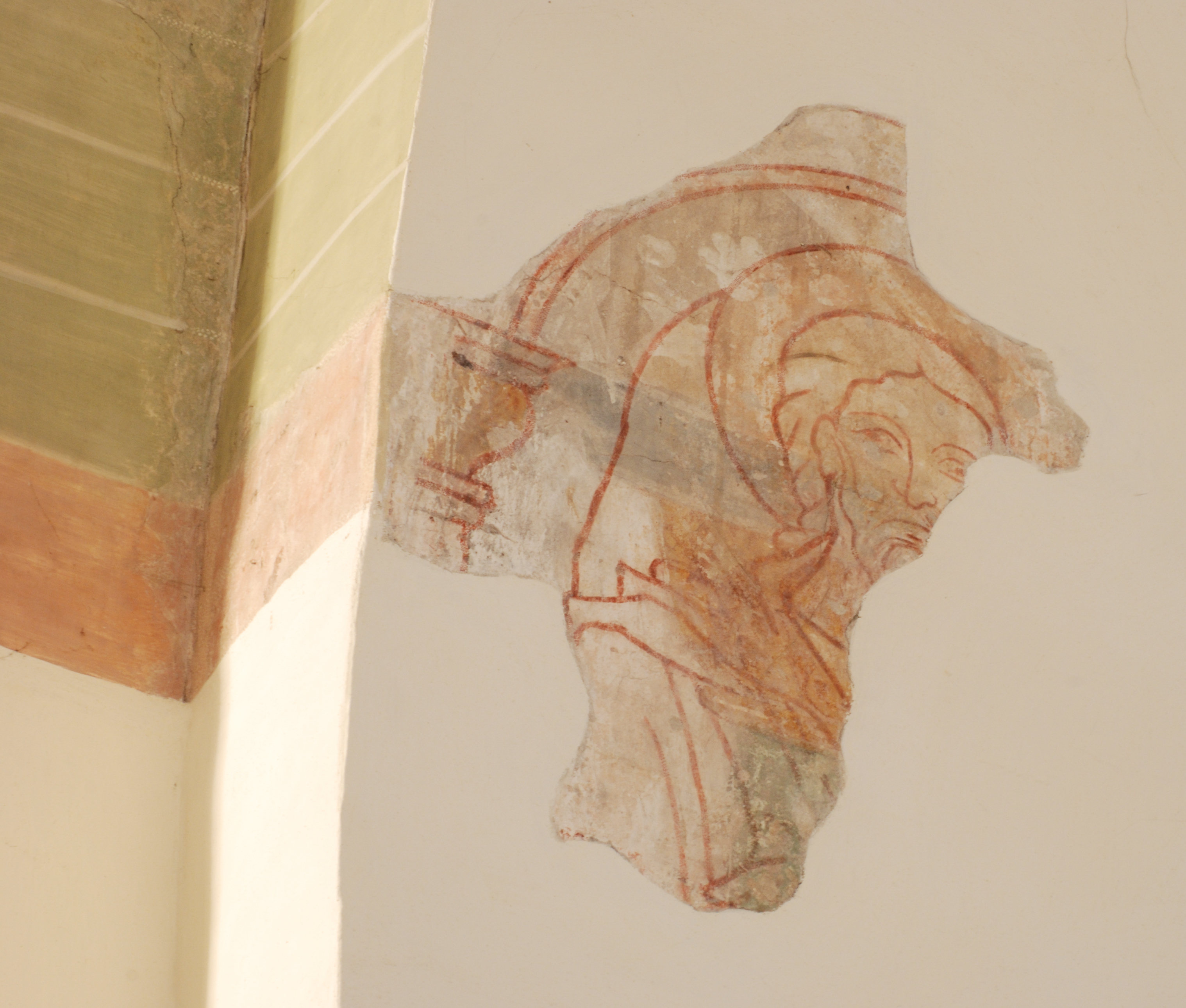
Romanisches Fresko im Chor

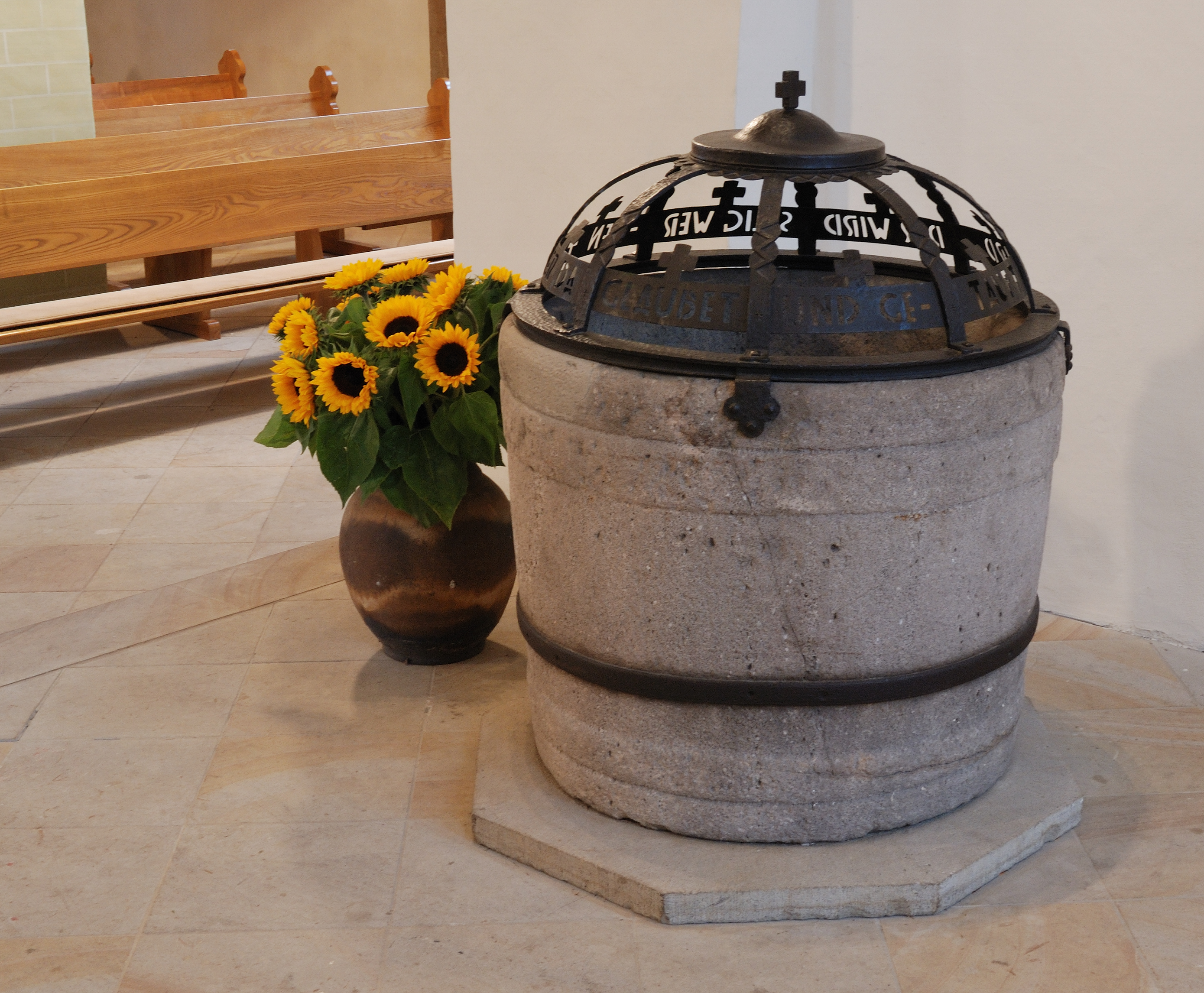
Taufstein

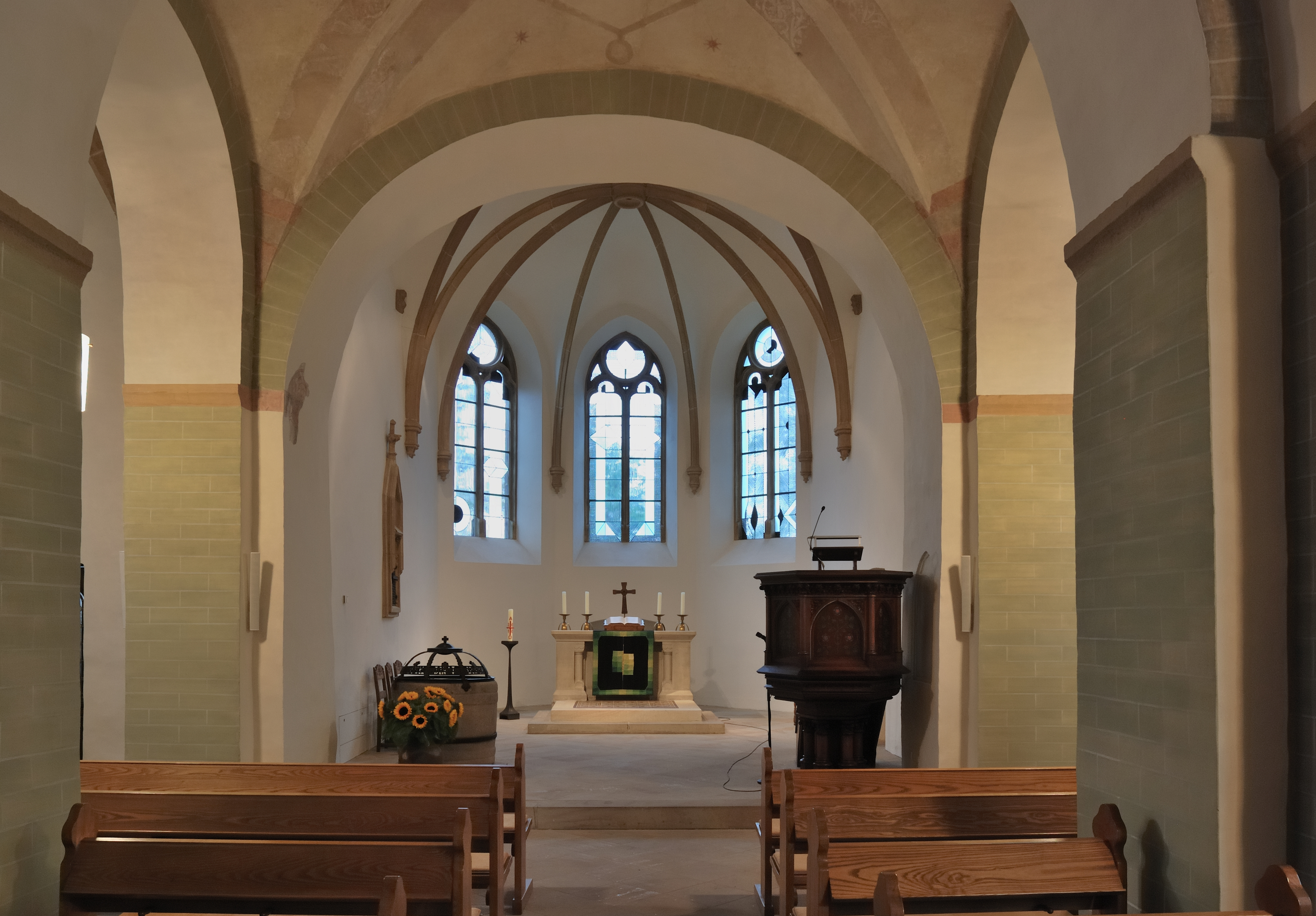
Blick zum Chor

### Ursprünglicher Ausbau
Die Orgel der Alten Kirche wurde 1709 vom Kantor der Dortmunder Reinoldikirche Johann Georg Alberti zum Preis von 320 Talern geplant und errichtet. Muster war eine Orgel Albertis in Witten. Teile des Vertrags liegen heute noch vor:
„… zwischen hochadligen Priestern und Kirchen Räthe der besagten Reformirten Gemeinde und Herrn Johann Georgen Alberti zur Ehre Gottes in der Kirche zu Wellinghofen eine Orgel, wie die Wittensche ahn Structur, Stimmen und Register ist, machen und solche der Wittenschen in allem accordant eingerichtete Orgel gegen Mitsommer künftigen tausend siebenhundert zehnten Jahres völlig fertig liefern und in der Kirche zu Wellinghofen aufrichten und in perfecten ohnstrafbaren Stand setzen soll...“
Die von der reformierten Gemeinde finanzierte Orgel führte zu Konflikten mit den Lutheranern, die auf Anordnung des Großen Kurfürsten die Kirche mitbenutzen durften. 1713 einigte man sich darauf, dass die Lutheraner die Hälfte des Anschaffungspreises aufbringen mussten.
Das Instrument war zunächst einmanualig und verfügte nicht über ein Pedal. Ursprünglich soll sie auf einer Empore im Turm, also klanglich in Längsrichtung der Kirche angebracht worden sein. Der reformierte Prediger Grevel schreibt in seiner „Kirchengeschichte der Pfarre Wellinghofen“ aus dem Jahr 1811:
„Die Orgel ist am Turm angebracht und ruht auf zwei hölzernen Pfeilern, welche im Schiff der Kirche stehen und nur 7 Fuß [ca. 2,10 m] hoch sind.“

### Umbauten
Die Orgel wurde im Laufe der Jahrhunderte mehrfach umgebaut und verlagert. In den Jahren 1857/58 erweiterte der Dortmunder Orgelbauer Carl Herbst die Orgel um ein Pedal mit 3 Registern und eine Zwillingslade, die den Einbau eines zweiten Manuals ermöglichte. Herbst, dessen Arbeit dem Vorbild von Johann Friedrich Schulze folgte, fügte weiterhin verschiedene 8'-Register hinzu.
In den Jahren 1903–1907 wurde der alte Chor durch einen  im neugotischen Stil errichtete Chor mit 5/8-Schluss vom Architekten Gustav Mucke errichtet. Zu der Zeit wurde die Orgel auf eine neue Empore im östlichen Teil des nördlichen Seitenschiffes aufgestellt. Dabei wird ein Teil des barocken Prospekts durch einen Gewölbebogen verdeckt. Als Zugang zur Orgelempore dient nun die alte Sakristei, die durch einen Anbau im Süden der Kirche ersetzt wird.
Im Zweiten Weltkrieg wurde die Orgel stark beschädigt, was Anlass zu einem erneuten Umbau gab. Unter Einfluss des Sachverständigen Arno Schönstedt wurde die Orgel klanglich wieder stärker am barocken Ursprung ausgerichtet. Der Kölner Orgelbauer Willi Peter entwickelte dabei die heutige Disposition des Instruments. Der Standort wurde in westliche Richtung und vor das Gewölbe verlegt, sodass der barocke Prospekt der Orgel wieder sichtbar wurde.
1951 errichtete man einen Motor für das Gebläse. Der letzte Umbau erfolgte 1972 und 1973 durch die Orgelbaufirma Gustav Steinmann aus Vlotho nach Schäden durch Holzwurmbefall, Temperaturgefälle und Staub. Dabei wurde das Pedalwerk erneuert.
2003 wurde der Zustand der Orgel durch die Bonner Orgelbauer Johannes Klais Orgelbau analysiert. 117 Pfeifen stammen noch von der ursprünglichen Alberti-Orgel, sind zum Teil aber verändert. 95 Pfeifen stammen vom Umbau durch Carl Herbst aus dem Jahre 1858. Mit 576 Pfeifen stammt der größte Teil der Register der Arbeit Willi Peters von 1951. 81 Pfeifen stammen aus dem Ersatz der beschädigten Pedalregister durch die Firma Steinmann 1972.

## Glocken
Der Turm trägt heute ein insgesamt vierstimmiges Bronzegeläut. Erhalten geblieben ist die alte Betglocke in e', gegossen 1665 und eine besonders alte Läuteglocke aus dem 13. Jahrhundert (fis"). Über Jahrzehnte war die Betglocke die einzige vorhandene Glocke. 2006 goss die Gießerei Bachert zwei neue Glocken in cis" und a". Im Zuge der Erweiterung wurde auch die Läuteglocke des 13. Jahrhunderts wieder läutbar gemacht.